# Tarnica
Tarnica es un pico en las montañas de Bieszczady en el sur de Polonia. Su altura es de 1346 metros. Es uno de los picos de la llamada "corona polaca".
La cumbre se eleva 500 metros por encima del valle Wołosatka. Puede ser fácilmente distinguido de sus vecinos por su forma característica. La montaña tiene dos cumbres separadas, una de 1339 y otra de 1346 metros. La parte sur es una pared rocosa escarpada, mientras que la otra consiste de campos rocosos menos pronunciados.